# Taça Brasil

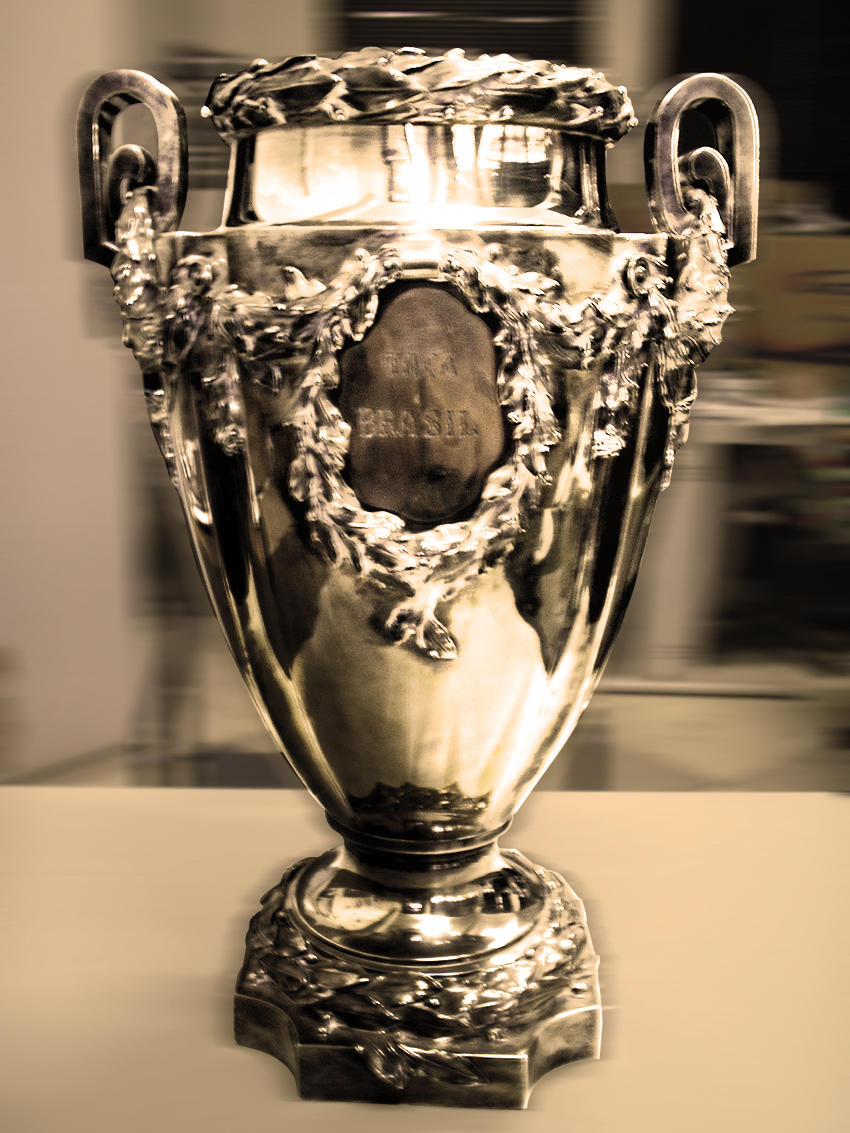
Imatge de la Taxa Brasil de 1966.

La Taça Brasil va ser una competició futbolística brasilera disputada entre 1959 i 1968, predecessora de l'actual copa brasilera de futbol.

## Història
La Taça Brasil fou la principal competició brasilera en el temps en què es competí, ja que encara no existia una lliga nacional. Era una competició disputada per eliminatòries. Era disputada pels diferents campions estatals. Fou creada per la necessitat d'atorgar representants del país a la Copa Libertadores de América, que acabava de ser creada. Entre 1959 i 1964 només el campió anava a la Libertadores. Entre 1965 i 1966, els dos finalistes hi participaven a causa de l'expansió de clubs a la competició que tingué lloc el 1966. El 1967 i 1968, tornà a classificar-se només el campió, ja que l'altre provenia del nou torneig Roberto Gomes Pedrosa.

## Campions
Font:
- 1959:  EC Bahia
- 1960:  SE Palmeiras
- 1961:  Santos FC
- 1962:  Santos FC
- 1963:  Santos FC
- 1964:  Santos FC
- 1965:  Santos FC
- 1966:  Cruzeiro EC
- 1967:  SE Palmeiras
- 1968:  Botafogo FR